# Oleksandr Kol'čenko
Oleksandr Mychajlovyč Kol'čenko (in ucraino Олександр Михайлович Кольченко?; Tiraspol, 20 settembre 1988) è un cestista moldavo naturalizzato ucraino.
È anche noto in occidente come Aleksandr Kolchenko.

## Carriera
Nato in Moldavia, ha giocato nel Chimik Južnyj dal 2005 al 2011. Nel giugno 2011 si è trasferito all'Azovmash Mariupol'.
Fa parte della Nazionale di pallacanestro dell'Ucraina, con cui ha disputato due edizioni dei Campionati europei (2011, 2017).

## Palmarès
- Campionato ucraino: 1

Čerkasy Mavpy: 2017-18
- MVP Ukrajina Super-Liha: 1

Čerkasy Mavpy: 2017-18